# Mainasca
Il Mainasca è un torrente della provincia di Novara, tributario dell'Agogna, lungo circa 10 km.

## Percorso
Il torrente nasce alle pendici del Monte la Guardia (823 m s.l.m.). Percorre la cosiddetta Valmainasca (laterale alla Valle dell'Agogna) e sfocia nell'Agogna sotto Sovazza (Armeno).

## Caratteristiche
L'acqua relativamente limpida e cristallina viene utilizzata ancora oggi per rifornire (insieme al rio Valdolera) l'acquedotto di Armeno.
La portata è particolarmente bassa, (media annua 0,23 m³/s), ma è in grado, durante piogge particolarmente forti, di straripare allagando i prati e i pascoli circostanti.